# Syndrome de congestion pelvienne
 (février 2021).

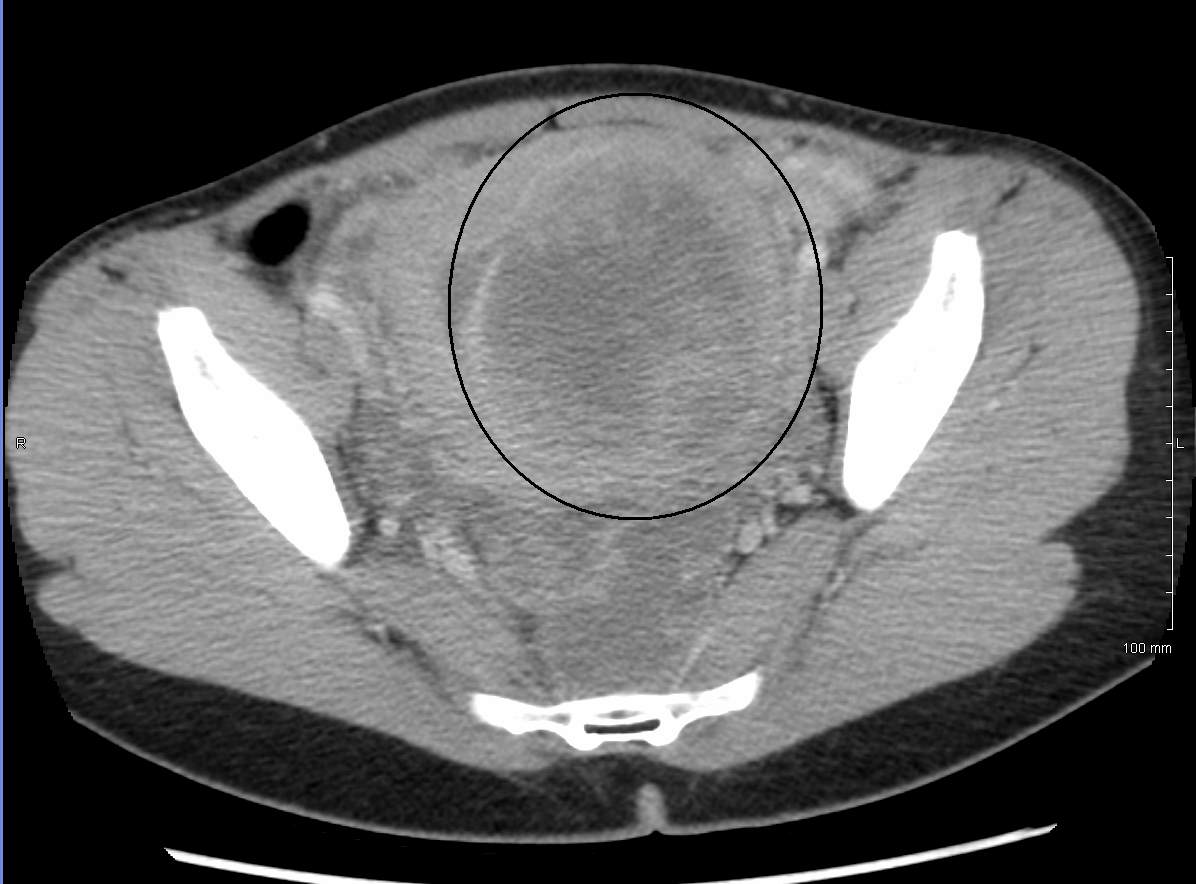
syndrome de congestion pelvienne

Le syndrome de congestion pelvienne est une pathologie causée par la présence de varices sur l'utérus et/ou les ovaires, qui engendrent des douleurs pelviennes chroniques importantes, pendant et en dehors des menstruations, ainsi que pendant les rapports sexuels.  Environ 1 % des femmes seraient touchées.
Le diagnostic s'opère par imagerie. Ce syndrome est fréquemment mal diagnostiqué, souvent confondu avec de l'endométriose.

## Épidémiologie
Parmi les femmes qui sont atteintes par des douleurs chroniques pelviennes, environ 30 % seraient atteintes par le syndrome de congestion pelvienne.

## Diagnostic

### Diagnostic différentiel
D'autres affections provoquent des douleurs pelviennes chroniques : syndrome de la vessie douloureuse, endométriose, neuralgie pelvienne, syndrome du côlon irritable, syndrome myofascial douloureux, myalgie du plancher pelvien. Le diagnostic veille également à écarter les différentes affections du tractus urinaire, du système digestif, des maladies musculo-squelettiques, neurologiques ou d'ordre mental.